# Cesare Maldini
Cesare Maldini (Triëst, 5 februari 1932 – Milaan, 3 april 2016) was een Italiaans voetballer en voetbaltrainer. In 1963 won Maldini als speler de Europacup I met AC Milan. Maldini is de vader van Paolo Maldini, die precies veertig jaar na zijn vader met AC Milan de Europacup I-finale speelde en verloor, maar wel het jaar daarop de beker wist te winnen. Ook is hij de grootvader van Daniel Maldini, de zoon van Paolo.

## Trainerscarrière
Maldini trad eind 1996 aan als bondscoach van Italië na het vertrek van Arrigo Sacchi. Hij had de nationale ploeg twintig duels onder zijn hoede en werd opgevolgd door oud-doelman Dino Zoff, die met Italië de wereldtitel had gewonnen in 1982 in Spanje. In 2002 leidde hij Paraguay.
| Interlands Italië onder leiding van Cesare Maldini | Interlands Italië onder leiding van Cesare Maldini | Interlands Italië onder leiding van Cesare Maldini | Interlands Italië onder leiding van Cesare Maldini | Interlands Italië onder leiding van Cesare Maldini |
| №                                                  | Datum                                              | Wedstrijd                                          | Uitslag                                            | Competitie                                         |
| -------------------------------------------------- | -------------------------------------------------- | -------------------------------------------------- | -------------------------------------------------- | -------------------------------------------------- |
| 1                                                  | 22 januari 1997                                    | Italië – Noord-Ierland                             | 2 – 0                                              | Oefeninterland                                     |
| 2                                                  | 12 februari 1997                                   | Engeland – Italië                                  | 0 – 1                                              | WK-kwalificatie                                    |
| 3                                                  | 29 maart 1997                                      | Italië – Moldavië                                  | 3 – 0                                              | WK-kwalificatie                                    |
| 4                                                  | 2 april 1997                                       | Polen – Italië                                     | 0 – 0                                              | WK-kwalificatie                                    |
| 5                                                  | 30 april 1997                                      | Italië – Polen                                     | 3 – 0                                              | WK-kwalificatie                                    |
| 6                                                  | 4 juni 1997                                        | Engeland – Italië                                  | 2 – 0                                              | Oefeninterland                                     |
| 7                                                  | 8 juni 1997                                        | Italië – Brazilië                                  | 3 – 3                                              | Oefeninterland                                     |
| 8                                                  | 11 juni 1997                                       | Frankrijk – Italië                                 | 2 – 2                                              | Oefeninterland                                     |
| 9                                                  | 10 september 1997                                  | Georgië – Italië                                   | 0 – 0                                              | WK-kwalificatie                                    |
| 10                                                 | 11 oktober 1997                                    | Italië – Engeland                                  | 0 – 0                                              | WK-kwalificatie                                    |
| 11                                                 | 29 oktober 1997                                    | Rusland – Italië                                   | 1 – 1                                              | WK-kwalificatie                                    |
| 12                                                 | 15 november 1997                                   | Italië – Rusland                                   | 1 – 0                                              | WK-kwalificatie                                    |
| 13                                                 | 28 januari 1998                                    | Italië – Slowakije                                 | 3 – 0                                              | Oefeninterland                                     |
| 14                                                 | 22 april 1998                                      | Italië – Paraguay                                  | 3 – 1                                              | Oefeninterland                                     |
| 15                                                 | 2 juni 1998                                        | Zweden – Italië                                    | 1 – 0                                              | Oefeninterland                                     |
| 16                                                 | 11 juni 1998                                       | Chili – Italië                                     | 2 – 2                                              | WK-eindronde                                       |
| 17                                                 | 17 juni 1998                                       | Kameroen – Italië                                  | 0 – 3                                              | WK-eindronde                                       |
| 18                                                 | 23 juni 1998                                       | Oostenrijk – Italië                                | 1 – 2                                              | WK-eindronde                                       |
| 19                                                 | 27 juni 1998                                       | Italië – Noorwegen                                 | 1 – 0                                              | WK-eindronde                                       |
| 20                                                 | 3 juli 1998                                        | Frankrijk – Italië                                 | 0 – 0                                              | WK-eindronde                                       |

## Erelijst
Als speler
 AC Milan
- Serie A: 1954/55, 1956/57, 1958/59, 1961/62
- Europacup I: 1962/63
- Copa Latina: 1956

Als trainer
 AC Milan
- Europacup II: 1972/73
- Coppa Italia: 1972/73

 Italië onder 21
- Europees kampioenschap voetbal onder 21: 1992, 1994, 1996

1 Antonioli ·
2 Bonomi ·
3 Favalli ·
4 Luzardi ·
5 Matrecano ·
6 Orlando ·
7 Rossini ·
8 Taccola ·
9 Verga ·
10 Albertini ·
11 Baggio ·
12 Peruzzi ·
13 Corini ·
14 Marcolin ·
15 Sordo ·
16 Buso ·
17 Rocco ·
18 Ferrante ·
19 Melli ·
20 Muzzi ·
Coach: Maldini
1 Pagliuca ·
3 Nesta ·
4 Cannavaro ·
5 Galante ·
6 Fresi ·
7 Ametrano ·
8 Crippa ·
9 Branca ·
10 Brambilla ·
11 Delvecchio ·
12 Buffon ·
13 Pistone ·
14 Tommasi ·
15 Pecchi ·
16 Morfeo ·
17 Lucarelli ·
18 Bernardini ·
19 Sartor ·
Coach: Maldini
1 Toldo ·
2 Bergomi ·
3 P. Maldini  ·
4 Cannavaro ·
5 Costacurta ·
6 Nesta ·
7 Pessotto ·
8 Torricelli ·
9 Albertini ·
10 Del Piero ·
11 D. Baggio ·
12 Pagliuca ·
13 Cois ·
14 Di Biagio ·
15 Di Livio ·
16 Di Matteo ·
17 Moriero ·
18 R. Baggio ·
19 Inzaghi ·
20 Chiesa ·
21 Vieri ·
22 Buffon ·
Coach: C. Maldini
Vicini (1976-86) · Maldini (1986-96) · Giampaglia (1996-98) · Tardelli (1998-00) · Gentile (2000-06) · Casiraghi (2006-10) · Ferrara (2010-12) · Devis Mangia (2012-2013) · Luigi Di Biagio (2013-19)